# Hakahau
Pour l’article homonyme, voir Pu'akau.
Hakahau est le principal village et port de l’île d’Ua Pou, située dans l'archipel des îles Marquises, au nord-est de la Polynésie française. Il constitue le chef-lieu de la commune associée d’Hakahau et de la commune d’Ua Pou.
Situé au fond d’une baie abritée sur la côté nord-est de l’île, il dispose d’un quai abritée par une jetée, où outre les rares navires de passage, peut accoster l’Aranui, la « goélette » de desserte de l’archipel.